# Willa Patschkego w Gdańsku
Willa Patschkego w Gdańsku, zwana też Willą Uphagena – jedna z najbardziej charakterystycznych rezydencji w Gdańsku, przy ul. Uphagena 23 we Wrzeszczu, róg al. Grunwaldzkiej, wybudowana przez żydowskiego pochodzenia kupca, radcę handlowego i właściciela wytwórni likieru Springera (Gustav Springer Nachf. Likör Fabrik), Rudolfa Patschke (1854–1932).
Rezydencję wybudowała w latach 1908–1909 przy ówczesnej Uphagenweg 1 firma G. und J. Müller z Elbląga. Wnętrza przyozdobiono majoliką z Kadyn pod Elblągiem.
Po II wojnie światowej w willi mieścił się m.in. konsulat Wielkiej Brytanii (-1948), Komitet Dzielnicowy PZPR Gdańsk-Wrzeszcz (1948-1956), kierownictwo i redakcje Rozgłośni Polskiego Radia Gdańsk (1956-2000), Gdański Klub Biznesu (2000-)